# Thomas Witzke
Thomas Witzke (* 1963 in Finsterwalde) ist ein deutscher Mineraloge und Geochemiker.

## Leben und Wirken
Witzke studierte von 1985 bis 1990 Mineralogie und Geochemie an der Bergakademie Freiberg. Seine Diplomarbeit hatte „Sekundärminerale und Haldenbrandminerale des Döhlener Beckens bei Dresden“ zum Thema.
Sein allgemeines Interesse an Umwandlungs- und Verwitterungsprozessen sowie der Bildung von Sekundärmineralen führte ihn zum Studium der Verbindungen vom Hydrotalcit-Typ einschließlich der Entwicklung von Strukturmodellen und der Verfeinerung der Rietveld-Methode. Er wechselte an die Martin-Luther-Universität Halle-Wittenberg, wo er 1995 mit einer „Untersuchung natürlicher sulfathaltiger hybrider Schichtstrukturen (Hydrotalcit-Gruppe): Charakterisierung, Systematik, Strukturmodellierung und Rietveld-Verfeinerung“ promovierte.
Ein DFG-Postdoktoranden-Stipendium 1995 und ein zweites Stipendium 1997 nutzte er für weitere Studien über die Bildungsbedingungen synthetischer und natürlicher schwermetallfixierender Hybridstrukturen der Hydrotalcit-Gruppe sowie Einbau von Schwermetallen, organischen und anorganischen Anionen in hybride Schichtstrukturen vom Hydrotalcit-Typ.
Im März 2000 wechselte er als wissenschaftlicher Mitarbeiter an das Institut für Mineralogie und Lagerstättenlehre der RWTH Aachen und 2005 zum Institut für Chemie an die Universität Rostock, wo er zusammen mit der Yara GmbH & Co. KG Rostock Industrieprojekt an der Entwicklung einer nitratselektiven Hydrotalcit-Verbindung als Bodenverbesserer arbeitete. Fünf Jahre später kehrte er an die Martin-Luther-Universität nach Halle zurück. Gegenwärtig ist er im niederländischen Almelo als wissenschaftlicher Mitarbeiter bei PANalytical tätig.
Seit dem 1. Januar 2015 gehört er als deutscher Vertreter der „Commission on new Minerals, Nomenclature and Classification“ (CNMNC) an.
Neben der Untersuchung der Hydrotalcit-Verbindungen gilt sein wissenschaftliches Interesse hauptsächlich den Mineralneubildungen auf brennenden Halden sowie allgemein den Mineralen mit Typlokalität in Sachsen, Sachsen-Anhalt und Thüringen.

## Mineralbeschreibungen
Thomas Witzke entdeckte und beschrieb als Haupt- oder Co-Autor bisher über zwanzig Minerale (aufgelistet nach Jahr der Entdeckung bzw. Eingangsjahr der IMA):
- 1995: Natroglaukokerinit (englisch Natroglaucocerinit, IMA 1995-025), wurde 1995 zwar schon anerkannt, jedoch aufgrund einer inzwischen nötig gewordenen Neubewertung der Nomenklatur der Hydrotalcit-Übergruppe[3] bisher nur als Kurzbeschreibung (1996),[4] jedoch nicht als vollständige Erstbeschreibung veröffentlicht.
- 1996: Hydrowoodwardit und Kuzelit
- 1998: Serrabrancait, Fluornatromikrolith, Zincowoodwardit, Gottlobit und Ronneburgit
- 1999: Schneebergit, Nickelschneebergit und Petterdit
- 2003: Guanacoit
- 2001: Wakefieldit-(La) (erhielt allerdings die IMA-Nr. 1989-035a eines älteren, jedoch abgelehnten Antrags mit dem gleichen Mineralnamen)
- 2008: Proshchenkoit-(Y)
- 2010: Mejillonesit
- 2014: Hedegaardit, Meierit
- 2016: Rietveldit, Lagalyit
- 2018: Bohuslavit
- 2019: Freitalit

## Ehrungen
- 2005 erhielt Thomas Witzke zusammen mit Axel D. Renno, Leander Franz und Peter M. Herzig die „Hawley Medal“ der Mineralogical Association of Canada für den 2004 erschienenen Artikel The coexistence of melts of hydrous copper chloride, sulfide and silicate compositions in a magnesiohastingsite cumulate, Tubaf seamount, Papua New Guinea.[5][6]
- Ein 2011 in Chile neu entdecktes Mineral erhielt ihm zu Ehren den Namen Witzkeit.[7]

## Publikationen
- Thomas Witzke, Klaus Thalheim, Wolfgang Reichel: Die Minerale des Döhlener Beckens. Hrsg.: Staatliches Museum für Mineralogie und Geologie. Dresden 1991, ISBN 3-910006-07-8.
- Thomas Witzke: Untersuchung natürlicher sulfathaltiger hybrider Schichtstrukturen: Charakterisierung, Systematik, Strukturmodellierung und Rietveld-Verfeinerung. Universität Halle, Halle (Saale) 1995 (Dissertation).
- Thomas Witzke, Klaus Thalheim, Andreas Massanek: Minerale mit einer Typlokalität in Sachsen. In: Erzgebirge. Bergbaugeschichte, Mineralienschätze, Fundorte. Band 1. Bode, Lauenstein 2018, ISBN 978-3-942588-22-5.